# Pierre Jacotin

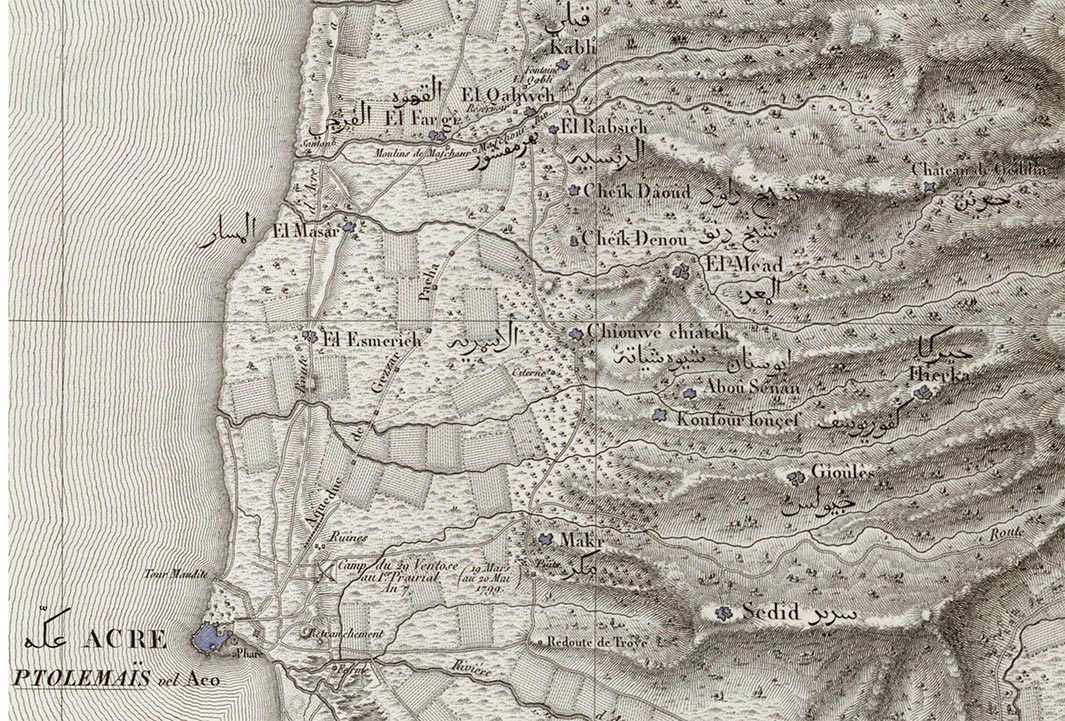
Àrea del Nord de Palestina, 1826, per Jacotin

Pierre Jacotin (Champigny-lès-Langres, 11 d'abril de 1765 - París, 4 d'abril de 1827) va ser un enginyer i cartògraf francès que va participar en la campanya d'Egipte (1799-1801).

## Biografia
Participa, sota la direcció de Dominique Testevuide (el seu oncle) en el pla d'estudi per a Còrsega. A la mort de Dominique Testevuide va ser nomenat cap enginyer geògraf de Exèrcit d'Orient de Napoleó Bonaparte, membre de la Institut d'Egipte i autor principal del mapa topogràfic d'Egipte.
De tornada a Egipte, va ser nomenat Coronel enginyer geògraf i seguí duent a terme moltes obres en la seva disciplina. Després del seu retorn d'Egipte, Jacotin va treballar a preparar les làmines per a la seva publicació, però el 1808 Napoleó els va declarar formalment secret d'estat i va prohibir la publicació. No va ser fins a 1817 que es pogueren publicar les plaques gravades. Va morir a París el 4 d'abril de 1827 i fou enterrat al cementiri de Père Lachaise (divisió 39).

## Altres referències
- Kallner, D. H. «Jacotin's Map of Palestine». Quarterly statement - Palestine Exploration Fund, 76, 1944, pàg. 157-163.
- Karmon, Y. «An Analysis of Jacotin's Map of Palestine». Israel Exploration Journal, 10, 3,4, 1960, pàg. 155–173; 244–253. Arxivat de l'original el 2019-12-22 [Consulta: 11 agost 2017]. Arxivat 2019-12-22 a Wayback Machine.
- Panckoucke, Charles Louis Fleury. Description de l'Égypte: ou, Recueil des observations et des recherches qui ont été faites en .... 17.  París: Imprimerie de C.L.F. Panckoucke, 1824. (Pierre Jacotin: pp. 437-652, “Syria”: pp. 594-609)